# Ale
Ale er en engelsk overgæret øl, der både kan være lys og mørk. Betegnelsen bruges ofte som fællesbetegnelse for alle typer af overgærede øl. De belgiske trappistøl, den oprindelige danske porter, de franske biere de garde og biere de saison, og mange øl fra de danske mikrobryggerier (såsom Brøckhouse, Ølfabrikken og Nørrebro Bryghus) og norske Nøgne Ø er eksempler på ales.
Historisk har ale ofte været brugt om øl, der er brygget uden brug af humle.

## Historie
Ale var en vigtig næringskilde i middelalderens Europa. Det var en af de tre primære kilder til gryn i kosten i 1300-tallets England sammen med grød og brød. Forskere mener at korn stod for omkring 80% af kalorieindtaget blandt bønder og omkring 75% blandt soldater. Selv adelige fik omkring 65% af deres kalorier fra gryn.
Øl med lav alkoholprocent, der kan være meget næringsrig, bestod ikke kun af alkohol, men kunne også hydrere folk uden at gøre dem berusede. Denne type øl har været indtaget dagligt af stort set alle, også børn, mens øl med højere alkoholprocent har været brugt mere til rekreative formål.
Optegnelser fra middelalderen viser, at ale blev indtaget i store mængder. I 1272 fik et ægtepar der flyttede ind på Selby Abbey 2 gallons (ca. 7,5 L) ale om dagen med to skiver franskbrød og skiver brunt brød. Munkene på Westminster Abbey konsumerede omkring 1 gallon (ca. 3,8 L) ale om dagen. I 1299 købte Henry de Lacys husholdning omkring 85 gallons (321 L) ale dagligt og i 1385-6 på Framlingham Castle blev der indtaget omkring 78 gallons (295 L).